# Semana Santa en El Puerto de Santa María

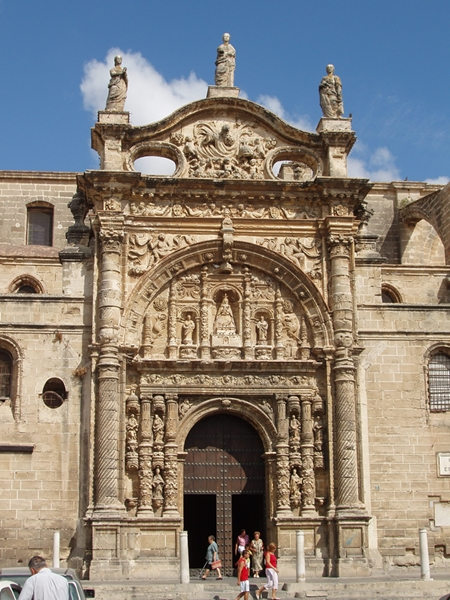
Iglesia mayor prioral de El Puerto de Santa María

La Semana Santa en El Puerto de Santa María es la conmemoración de la Pasión, muerte y Resurrección de Cristo, a través de salidas procesionales que realizan las cofradías durante el periodo comprendido entre el Domingo de Ramos y el Domingo de Resurrección por el municipio de El Puerto de Santa María, especialmente por el centro de la ciudad. A lo largo de esos días, diez cofradías de penitencia y una cofradía de gloria realizan su recorrido por las calles. Asimismo, en los días previos, tres asociaciones realizan salidas procesionales.
Los distintos templos de donde salen las hermandades y agrupaciones son ocho: Capilla del Colegio La Salle-Santa Natalia, Parroquia de San Francisco, Parroquia de San Sebastián, Parroquia del Ntra. Sra. del Carmen y San Marcos, Parroquia de San Joaquín, Capilla Antiguo Hospital San Juan de Dios, Iglesia Conventual del Espíritu Santo e Iglesia Mayor Prioral. Aquellas hermandades que no salen de la Iglesia Mayor Prioral deben realizar estación de penitencia en la basílica.
La Semana Santa en El Puerto de Santa María presenta, además de los aspectos religiosos, un fenómeno de carácter sociocultural, económico y turístico de suma importancia para la localidad junto a la Feria del Vino Fino.

## Consejo Local de Hermandades y Cofradías

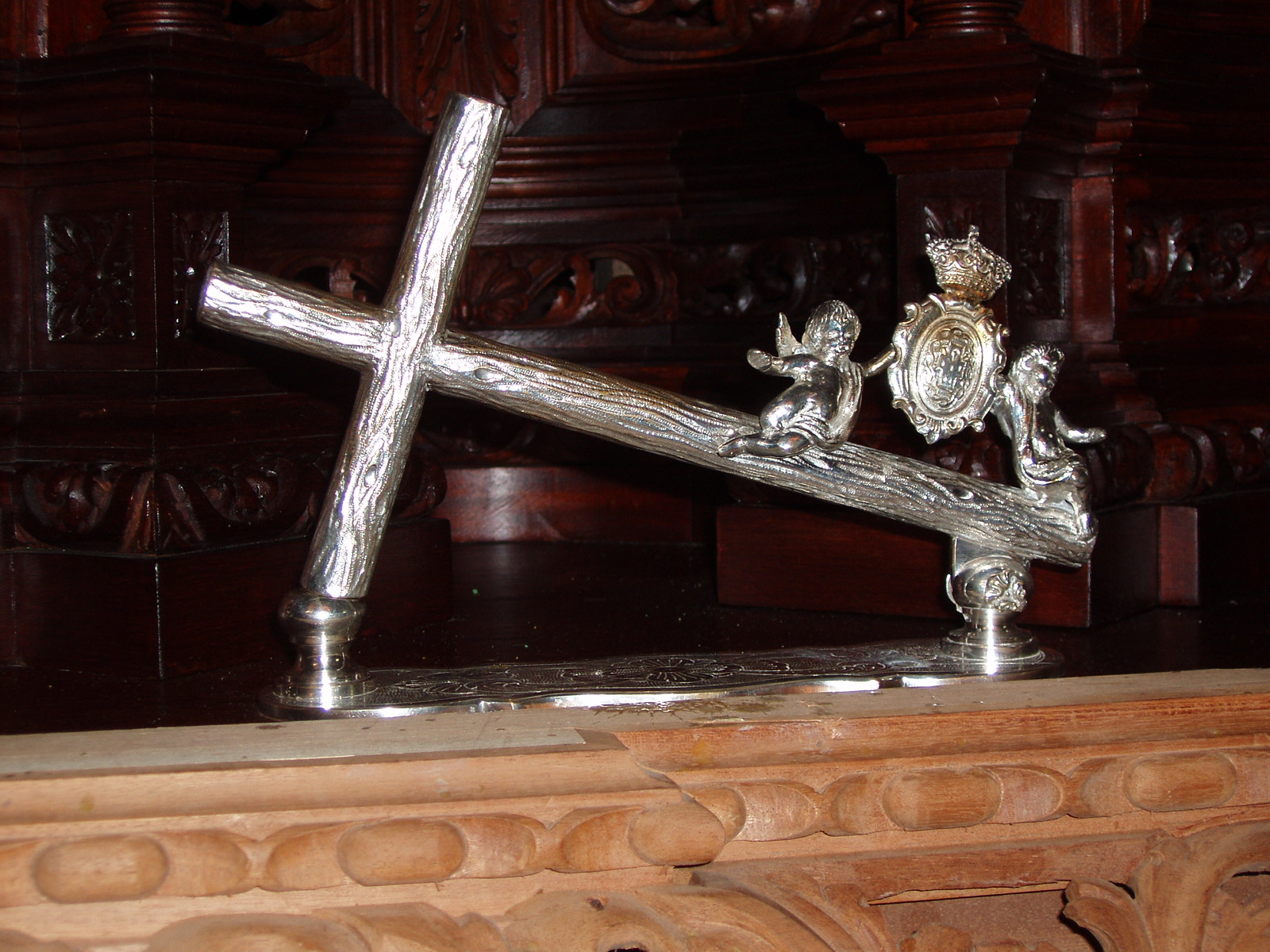
Llamador en el paso de Los cerillitos

El Consejo local de Hermandades y Cofradías del Puerto de Santa María es el órgano encargado de la regulación del conjunto de procesiones de la Semana Santa de dicha ciudad, agiliza trámites y acuerdos con las instituciones oficiales y controla los horarios e itinerarios de paso de las hermandades. Sus miembros son elegidos cada período de tiempo. Actualmente el presidente de la permanente es D. José Manuel Castilla Osorio. En la Semana Santa Portuense, este órgano se encarga entre otros aspectos de:

### El Pregón de la Semana Santa Portuense
El Pregón es un acto público que promulga el anuncio de la Semana Santa del Puerto de Santa María, por medio de una persona elegida por el Consejo Local de Hermandades y Cofradías portuense. El lugar en el que tradicionalmente se venía realizando era el Auditorio Municipal de San Miguel, hasta la construcción del nuevo Teatro Municipal Pedro Muñoz Seca que es donde realiza el acto. El Pregón se lleva a cabo el Domingo de Pasión. En los años 1962, 1978 y 1979 no se organizaron pregones de la Semana Santa.

### Cabildo de Toma de Horas
El Cabildo de Toma de Horas es una reunión que tiene lugar en el coro interior de la Iglesia Mayor Prioral en la que se procede a la lectura pública de los Horarios e Itinerarios de la Semana Santa de El Puerto de Santa María, dándose a conocer los posibles cambios respectos a los años anteriores. En esta reunión están presentes un representante de la autoridad eclesiástica, el concejal o delegado de Fiestas, la permanente del Consejo Local de Hermandades y Cofradías y los Hermanos Mayores o miembros de cada una de las hermandades de la ciudad.
Además, el Consejo organiza el Vía Crucis Cuaresmal.

## Carrera Oficial
La Carrera Oficial es uno de los lugares de visita obligada por todas las hermandades en su recorrido, aparte de la Iglesia Mayor Prioral por aquellas cofradías que no salen de la basílica. Cada hermandad tiene una hora de paso estipulada. Hasta el año 2008, su lugar fue la calle Virgen de los Milagros (conocida como la Calle Larga). En el año 2009 se decide trasladarla a la plaza de Alfonso X "el Sabio", donde se encuentra el Castillo de San Marcos. En el año 2014 vuelve a ser desplazada, esta vez a la plaza Issac Peral, en la que se ubica el Ayuntamiento. Desde su traspaso al Castillo de San Marcos, el emplazamiento de la Carrera Oficial ha sido objeto de controversia.

## Agrupaciones de Vísperas

### Viernes de Dolores
El Viernes de Dolores es el último viernes de Cuaresma, también conocido como Viernes de Pasión, previo a la celebración de la Semana Santa. Es el primer día de procesiones en la ciudad. Las Asociaciones y grupos que conforman la nómina de esta jornada portuense son:
- Agrupación Parroquial Nuestro Padre Jesús en su Prendimiento, María Santísima del Perdón, San Juan Bautista de La Salle y San Tarsicio Mártir :

Fundada por un grupo de estudiantes en el año 2000, esta agrupación parroquial radica en el Colegio de La Salle, en el Barrio Alto. Aunque no posee el título de Hermandad, el paso de misterio de Nuestro Padre Jesús en su Prendimiento procesiona el Viernes de Dolores. El palio de María Santísima del Perdón procesionó también durante unos años. La talla de Nuestro Padre Jesús fue realizada en 2002 por el imaginero Francisco Javier Geraldía. La imagen de María del Perdón es obra del imaginero Ángel Pantoja, el cual tiene el encargo de llevar a cabo una nueva talla de Nuestro Padre Jesús en su Prendimiento que pasará a ser el titular de la Asociación.
- Apostolado de la Oración de Nuestra Señora de los Dolores, Madre del Corazón de Cristo, Sagrado Corazón de Jesús e Inmaculado Corazón de María

Representa a la Soledad de María en el monte calvario a los pies de la Santa Cruz. Sale de la Parroquia de San Francisco. La imagen de Nuestra Señora de los Dolores, Madre del Corazón de Cristo es de autor anónimo del siglo XVIII.
- Vía Crucis del Santísimo Cristo del Perdón:

Representa a Cristo vivo en la cruz implorando Perdón al Padre. Este Via Crucis se organiza algunos años.

## Hermandades de la Semana Santa

### Domingo de Ramos
Primer día de la Semana Santa y último domingo de Cuaresma, en el que se recuerda la entrada de Jesucristo en Jerusalén. Las hermandades que procesionan en esta jornada son:
- Hermandad de la Entrada de Nuestro Señor Jesucristo en Jerusalén y Nuestra Señora de la Entrega

Conocida como «La Borriquita», sale de la Parroquia de Nuestra Señora de El Carmen y San Marcos. Representa a Jesús de Nazaret montado sobre una burra y su pollino entrando entre la multitud en la ciudad de Jerusalén.
- Hermandad Sacramental y cofradía de nazarenos del Santísimo Cristo de la Flagelación, María Santísima de la Amargura, San Joaquín y Santa Ana

Representa el momento en que Jesucristo es atado a una columna del patio del pretorio, es flagelado por sayones y custodiado por centuriones romanos que contemplan la escena. María Santísima de la Amargura Bajo Palio.

### Lunes Santo
Segundo día de la Semana Santa, en el que se rememora a Jesucristo haciendo su labor de evangelización. La hermandad que conforma la nómina de este jornada de la Semana Santa Portuense es:
- Real, Sacramental y Franciscana Hermandad y cofradía de nazarenos de Ntro. Padre Jesús de los Afligidos, María Santísima del Rosario en sus Misterios Dolorosos y San Francisco de Asís

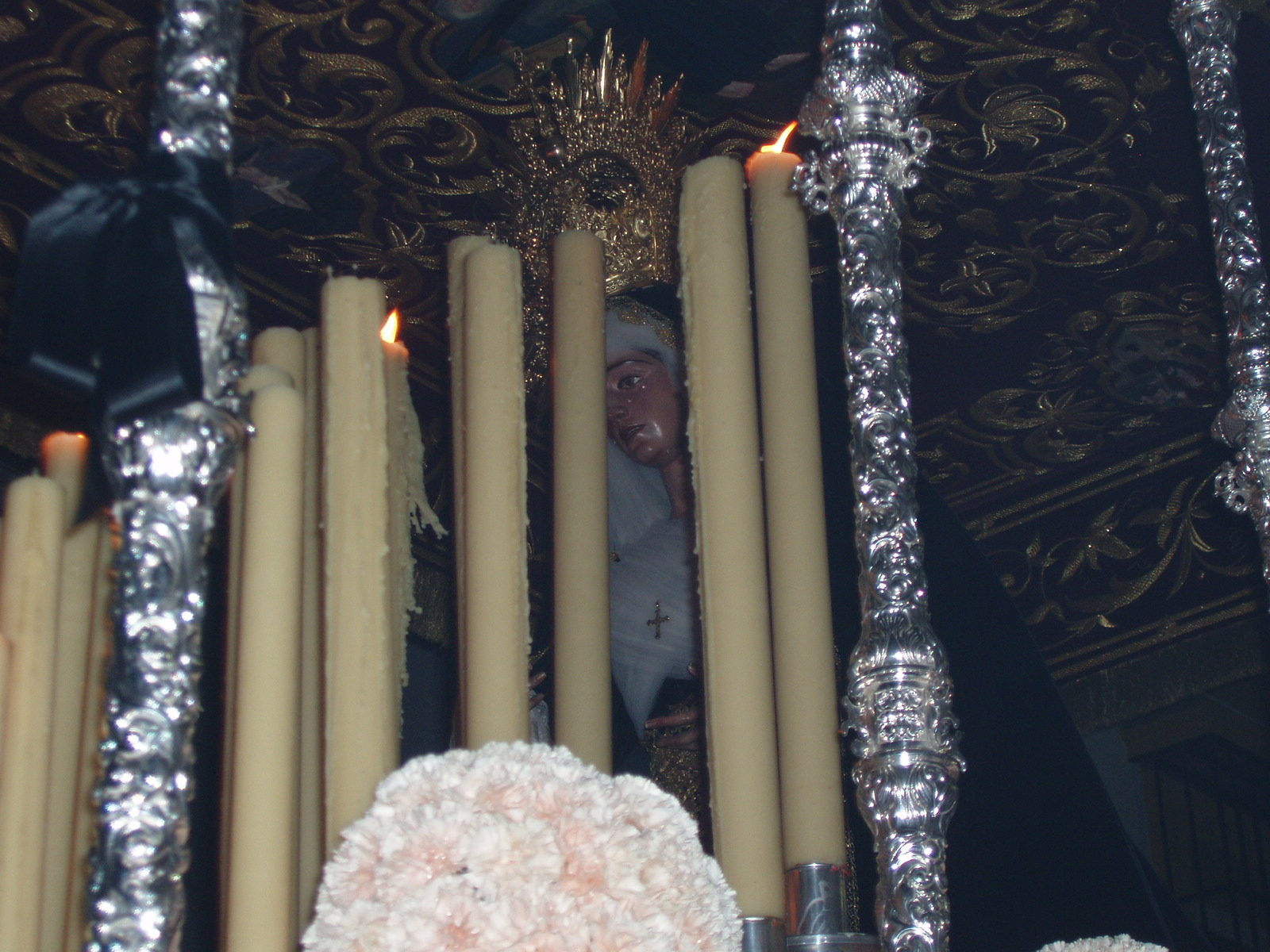
Paso de palio con crespón

Representa a Jesucristo cargando con la cruz ayudado por Simón de Cirene y María Santísima del Rosario en sus Misterios Dolorosos bajo palio.

### Martes Santo
Tercer día de la Semana Santa, en el que se rememora a Jesucristo haciendo su labor de evangelización. Las hermandades que conforman la nómina de esta jornada de la Semana Santa portuense son:

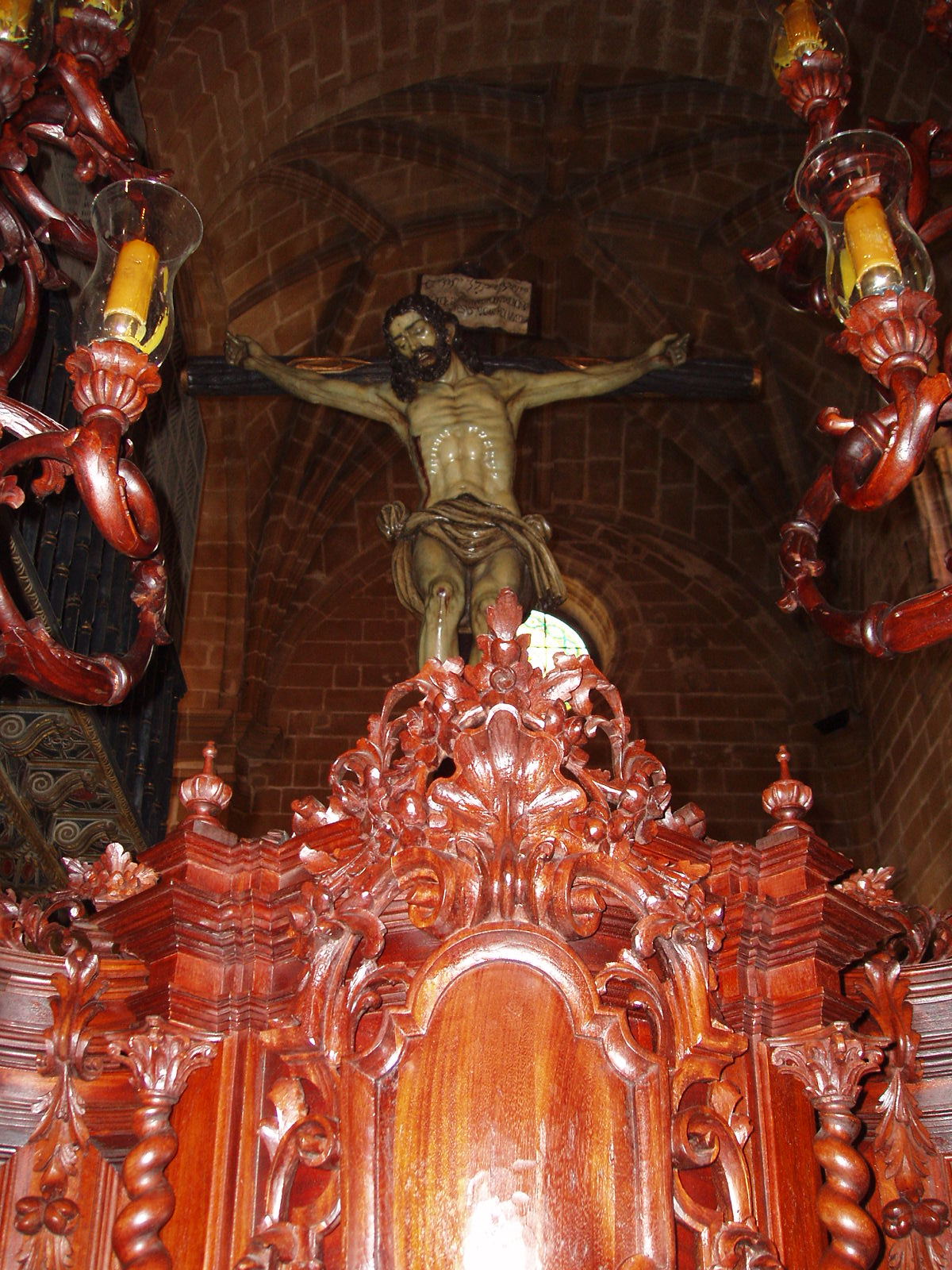
Cristo de la Misericordia

- Fervorosa Hermandad y Cofradia de nazarenos del Santísimo Cristo de la Misericordia y Nuestra Señora de la Piedad

El crucificado fue comprado en 1951 por un hermano de la cofradía, D. José Merchante Pardo, por valor de 75.000 pesetas, un gran desembolso en la época.
La imagen representa a Jesús crucificado sobre una montaña de lirios y rodeado por cuatro candelabros guardabrisas.
Es una talla realizada por el escultor portuense José Ovando Merino (fallecido en el año 2001). La obra se encargó a mediados del pasado siglo XX, cuando la anterior escultura que servía de titular a la Hermandad fue reclamada por sus propietarios, la Orden de los Franciscanos Menores. En esta imagen destaca la belleza de sus facciones, aun cuando el Crucificado refleja el último momento en el que se va a encontrar con la muerte.
Nuestra Señora de la Piedad, que en un principio era una Santa Rosa de Lima, es de autor desconocido y data del siglo XVII, posiblemente de la escuela italiana. Fue adaptada a candelero por el artista portuense Juan Botaro. En 1991 fue restaurada, por el también artista portuense Enrique Ortega Ortega.
El Vía Crucis se hace normalmente el sábado antes de Semana Santa, al cual acuden todos los hermanos (Iglesia Mayor Prioral) y cargan con sus hombros al Cristo de la Misericordia.
Los nazarenos van con túnicas color hueso y antifaz y capa roja.
- Hermandad de Nuestro Padre Jesús Cautivo y María Santisíma del Dolor y Sacrificio

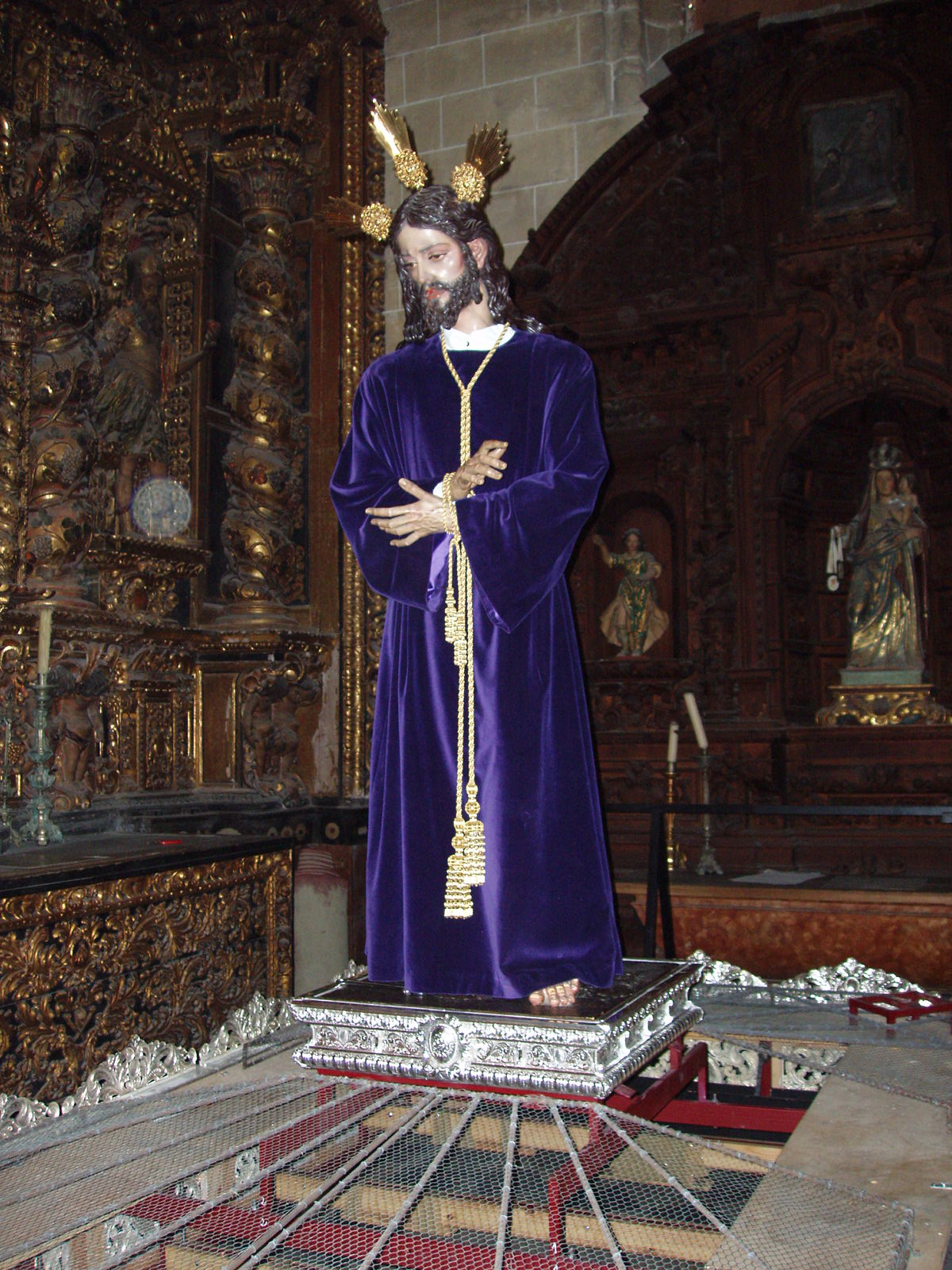
Jesús Cautivo

Representa a Jesús preso tras ser prendido en el Huerto de los Olivos y abandonado por sus discípulos. María Santísima del Dolor y Sacrificio sin palio.

### Miércoles Santo
Cuarto día de la Semana Santa, en el que se rememora a Jesucristo haciendo su labor de evangelización. La hermandad que conforma la nómina de esta jornada de la Semana Santa portuense es:
- Hermandad de la Sagrada Oración de Nuestro Señor Jesucristo en el Huerto y María Santísima de Gracia y Esperanza

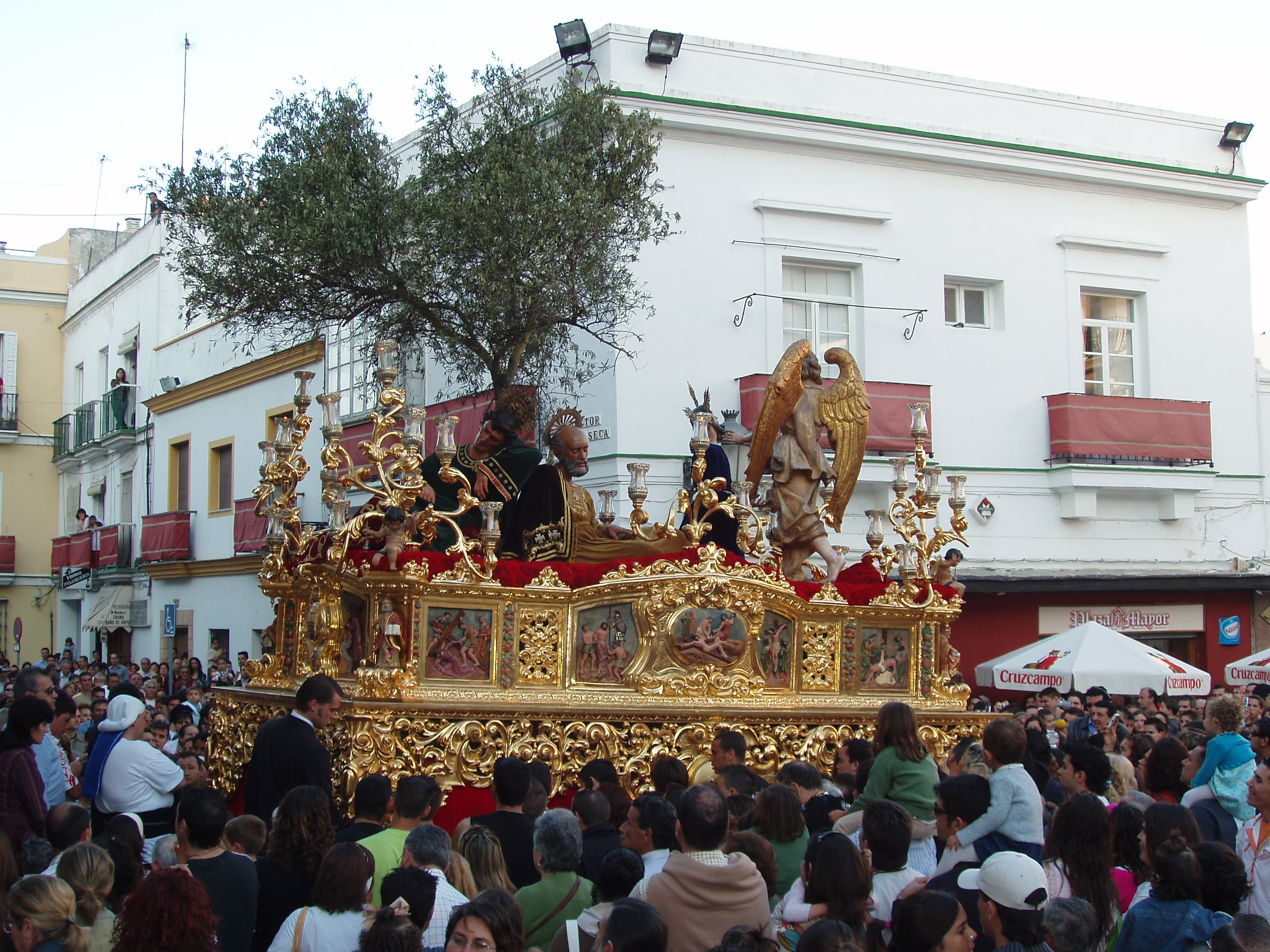
El Olivo, paso de misterio

Su nombre real es "Hermandad de la Sagrada Oración de Nuestro Señor Jesucristo en el Huerto y María Santísima de Gracia y Esperanza". Creada canónicamente el 18 de agosto de 1960, hizo su primera salida en 1961. En 2010 esta hermandad celebra el 50 aniversario fundacional con muchos actos que comenzaron el 25 de julio de 2009, con una cena a beneficio de su bolsa de caridad. En esta cena, se presentaron: el cartel del cincuentenario, la orla para cultos y la portada del boletín informativo. En la salida procesional el 18 de agosto de 2010 el paso de la virgen estrena la banbalina delantera.
El paso de misterio, que es dorado, representa a Cristo (obra de Francisco Pinto Berraquero) en el Huerto de Getsemaní junto a un ángel (de Luís Ortega Bru) y a un olivo natural, bajo el cual descansan San Pedro, San Juan ambos de Carlos Valle y Santiago por Juan Luis Doello García de Quirós. La escena reposa sobre un manto de claveles rojos. También Juan Luis Doello fue el que talló las esquinas del paso con los cuatro evangelistas.
La imagen de la Virgen se estima del siglo XVIII y se cree obra de Hita del Castillo, restaurada en 1997.

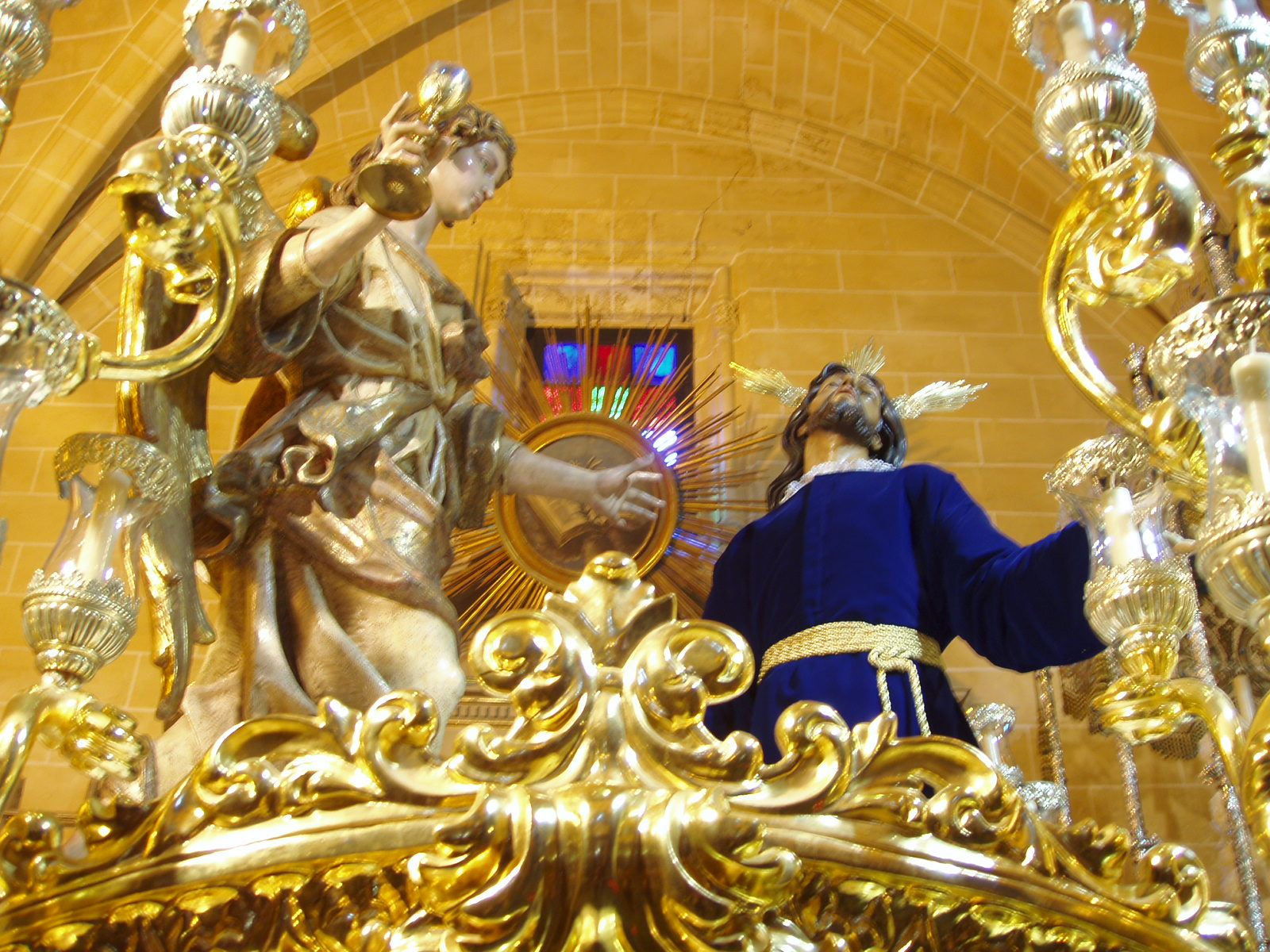
El Olivo en su templo

Es destacable su paso por la Plaza de la Cárcel, debido a las reducidas dimensiones de la zona y a la envergadura de los pasos.
La indumentaria de esta cofradía es, túnica blanca y capirote y capa azules. El número de hermanos que procesionan sobrepasa los 600.

### Jueves Santo
Quinto día de la Semana Santa, en el que se recuerda la institución de la Eucaristía por parte de Jesús. Tras traicionarlo Judas Iscariote en el huerto de los Olivos, Jesús es arrestado y juzgado ante Caifás. Las hermandades que conforman la nómina de esta jornada son:
- Real Muy Antigua y Fervorosa Hermandad del Santísimo Cristo de la Humildad y Paciencia y Nuestra Señora del Desconsuelo, San Juan Evangelista y San Pedro Apóstol en sus Tres Negaciones

La iconografía nos presenta a Cristo, sentado en una roca sólo con un paño de pureza. Refleja el momento en que Jesús en actitud meditabunda y apenada espera su crucifixión. Es el momento comprendido entre el despojo de las vestiduras y la Crucifixión, mientras dos sayones preparan la cruz y dos soldados romanos montan guardia. Nuestra Señora del Desconsuelo bajo palio.

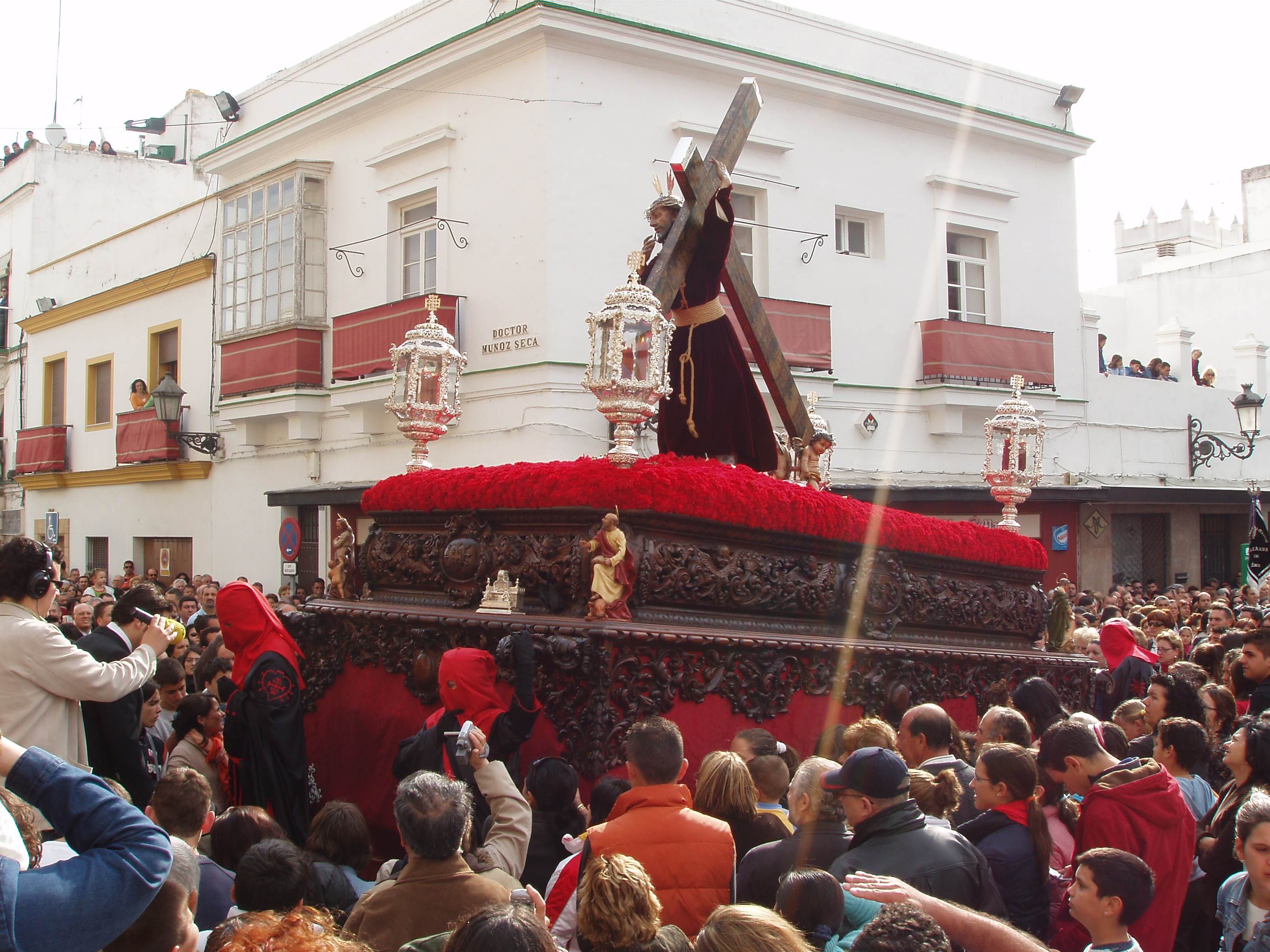
El Nazareno

- Fervorosa, Ilustre y Antigua Hermandad y Cofradía de Nazarenos de Ánimas de San Nicolás de Tolentino, Nuestro Padre Jesús Nazareno, María Santísima de los Dolores, San Juan Evangelista, Orden Tercera de Servitas y Santa Cruz de Jerusalén

Representa a Jesús de Nazaret cargando con la cruz al hombro camino del monte Gólgota. María Santísima de los Dolores acompañada de San Juan Evangelista bajo palio.

### Viernes Santo
Sexto día de la Semana Santa, en el que se recuerda la Pasión y muerte en la Cruz de Jesucristo. En esta tarde, las hermandades que conforman la nómina de esta jornada son:
- Ilustre y Antigua Hermandad del Santísimo Cristo de la Veracruz, Nuestra Señora del Mayor Dolor, San Juan Evangelista y María Santísima de Consolación y Lágrimas

Representa a Jesús muerto en la cruz en el monte Calvario, mientras a sus pies, su madre llora su muerte, es acompañada por su discípulo Juan. María Santísima de Consolación y Lágrimas bajo palio.
- Real, Ilustre y Muy Antigua Hermandad y Cofradía de Nazarenos de Nuestra Madre y Señora de la Soledad, Santo Entierro de Nuestro Señor Jesucristo y San Francisco de Paula

La sede canónica está, desde 1875, en la Iglesia Mayor Prioral, ocupando la última capilla de la nave de la Patrona.
Su escudo está compuesto por una cruz con dos escaleras con sudario encima de un Monte Calvario con una calavera a los pies de la cruz, todo ello rodeado por corona de espina, con la corona Real en su parte superior.
Existen dos tipos de hábitos del nazareno: los hermanos de cruces llevan túnica, antifaz, cíngulo, botonadura, negro de raso, sin capirote y el resto túnica negra, capa, antifaz, cíngulo y botonadura morado.
Las imágenes de la hermandad son:
- Talla del Cristo: Se atribuye a la escuela Granadina. De siglo XVII, de autor anónimo aunque la leyenda lo asigna a Miguel Valles, pintor granadino de esa época. Hasta el siglo pasado Ntro. Señor Jesucristo Yacente, disponía de brazos articulados para celebrar la ceremonia del descendimiento, brazos que a principios del siglo XX, fueron fijados por el portuense Bottaro, cuando se le realizó una restauración. La última restauración se realizó en 1998-1999, por el restaurador portuense Ortega.
- Talla de la Virgen: La obra de la imagen de Nuestra Señora de la Soledad es obra de Gaspar Becerra, en 1563 de la escuela castellana, encargada por Isabel de Valois, en Madrid. Su mirada es dulce y serena, mirando hacia abajo y a la derecha, con manos entrelazadas.

El paso de «Las Escaleritas» se recupera el año 1999 después de cincuenta años, el paso es comprado a la Hdad. del Resucitado. Restaurados por la asociación ANYDES (Asociación que tiene un taller de carpintería con ex toxicómanos, los cuales fueron los encargados de la restauración). Cruz y calvario, restaurado por Enrique Ortega, cuatro hachones, realizados en un taller de tornería en Sanlúcar. La realización y terminación del calvario es obra de la Asociación de Belenistas Portuenses. Pinturas de la canastilla, realizadas por José Manuel Algeciras, que representan las distintas estaciones del Via crucis, con el Escudo de la Hdad. El exorno floral es obra de Ramón Pinto.

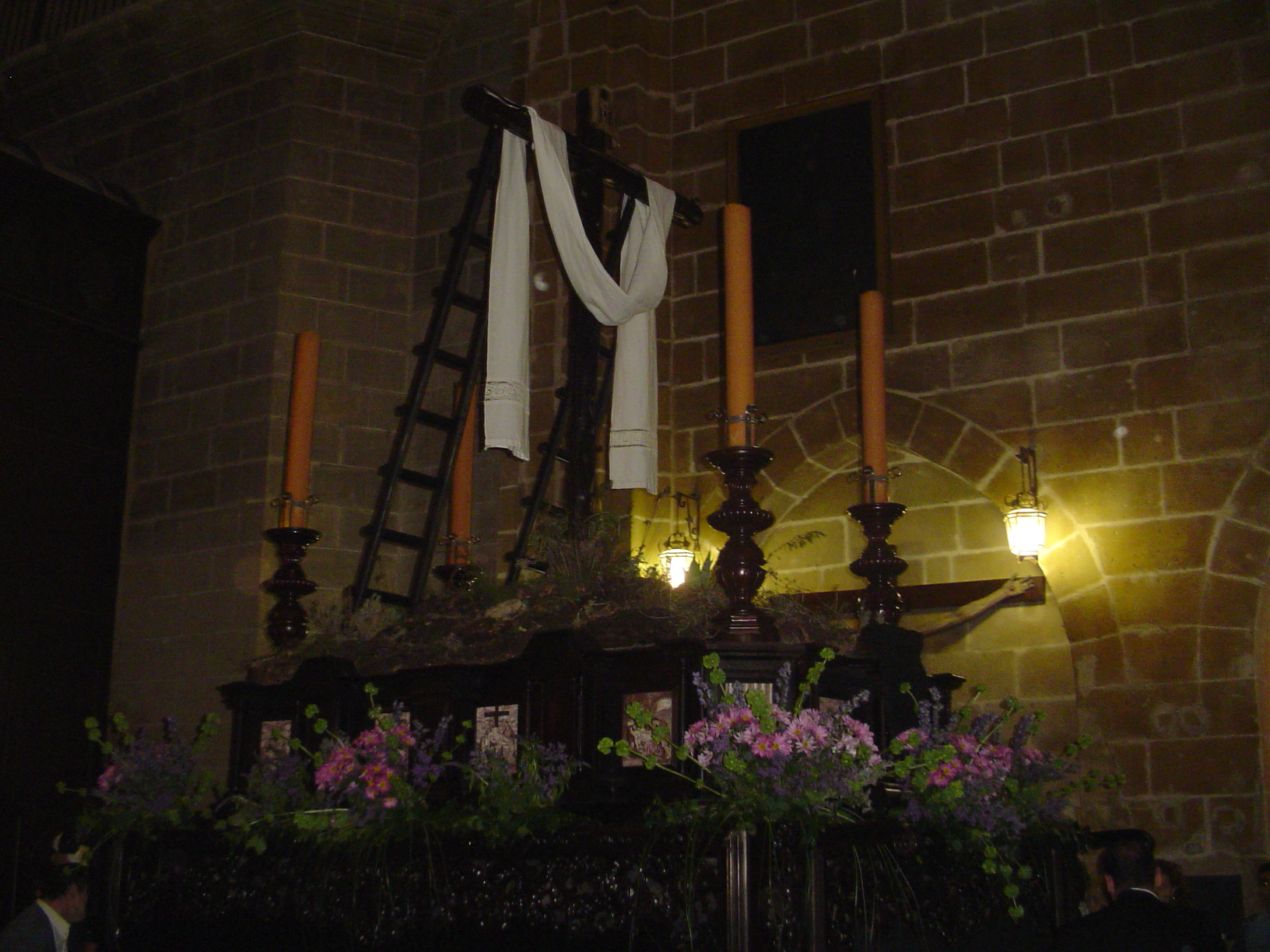
Paso de Las Escaleritas

El paso del Cristo yacente es de metal plateado, repujado y cincelado. Es obra del orfebre sevillano Ángel Gabella en el año 1976, donado por D. José Luís Osborne Vázquez. Lo rematan cuatro candelabros de cinco brazos con tulipas y guardabrisas, de metal plateado, repujado y cincelado del año 1886 y restaurados por el Taller Gilma en 1996. La urna es de metal plateado, repujado y cincelado, obra del taller sevillano Lastorres en 1896 y donado por la viuda de Portillo.

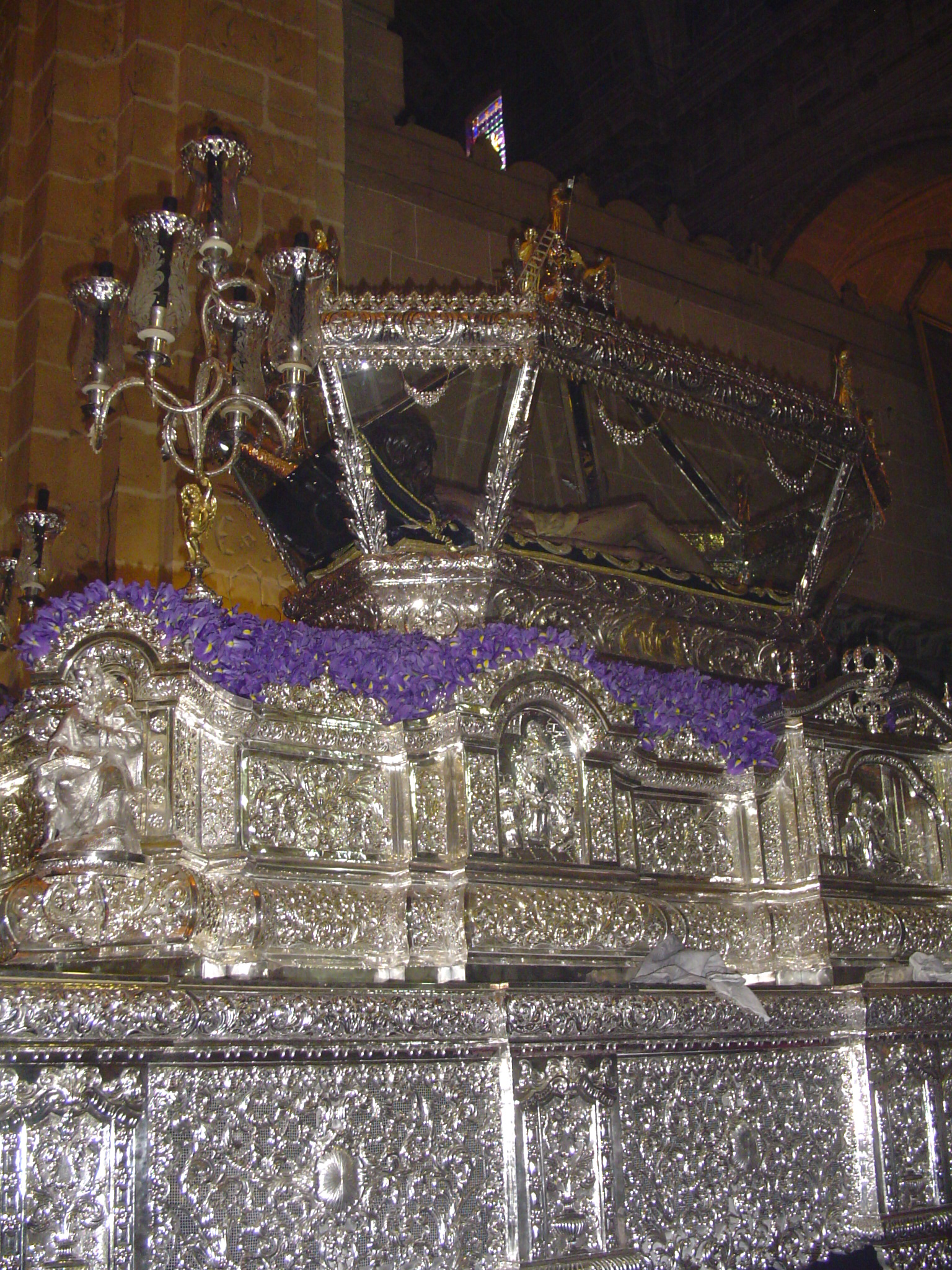
Paso de Cristo Yacente

El paso de palio es obra también de Ángel Gabella, es al igual que el paso de Cristo de metal plateado, repujado y cincelado, estrenado en el año 1974 y donado por D. José Luis Osborne Vázquez. El palio, bordado en tisú y oro, fue diseñado por Eduardo Ruiz Golluri y elaborado por D. Antonio Sánchez Cortes (hermano de esta cofradía). El manto tiene más de un siglo de antigüedad, es terciopelo negro bordado en oro. El encaje del manto es de hilo de oro confeccionado por Antonio Sánchez Cortes.

### Sábado Santo
Séptimo día de la Semana Santa, en el que se recuerda que el cuerpo de Jesucristo permanece en el sepulcro. En este día no procesiona ninguna hermandad, tal y como establece la Diócesis de Asidonia-Jerez, diócesis a la que pertenece El Puerto de Santa María.

### Domingo de Resurrección

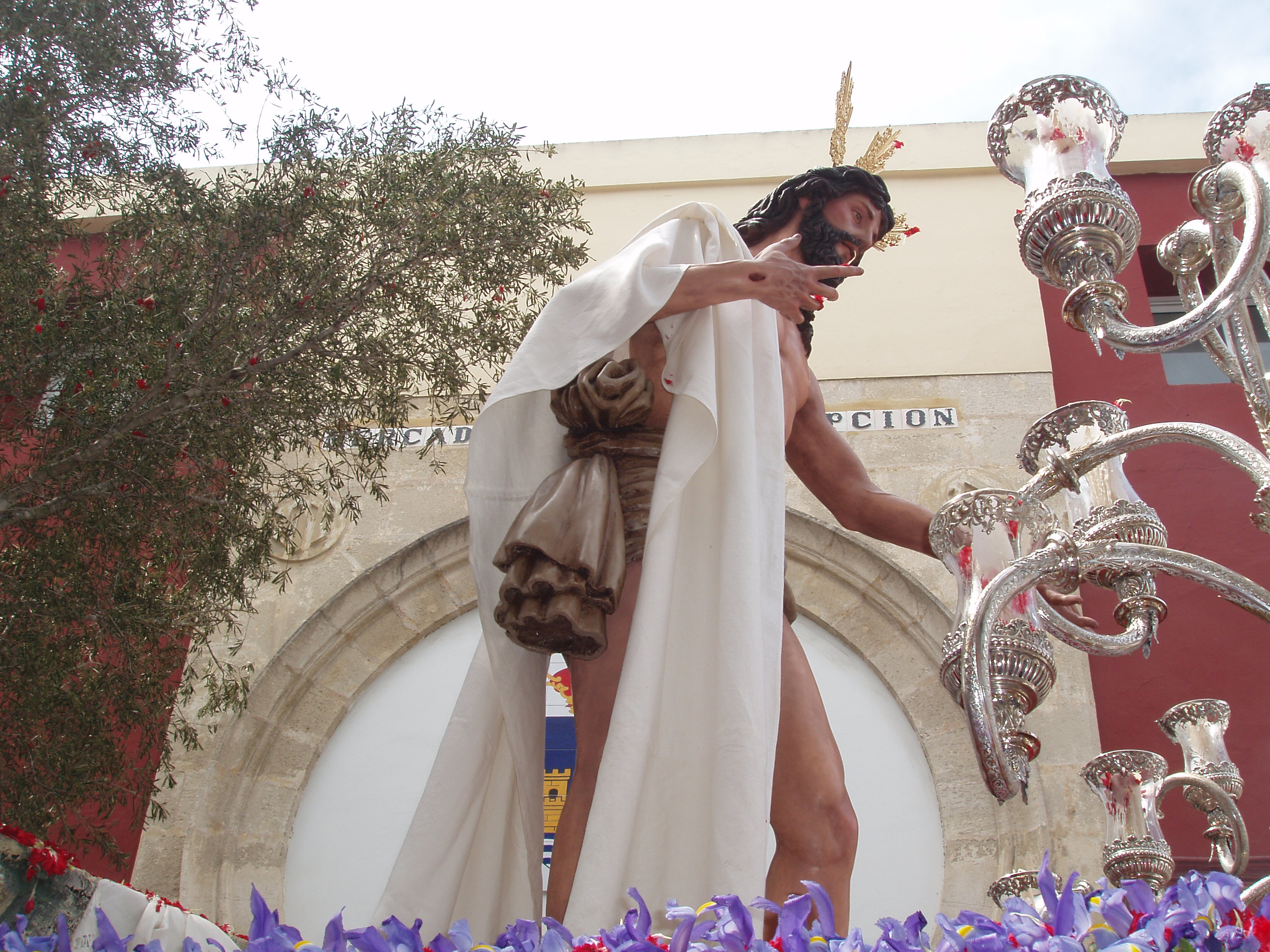
El Resucitado

Último día de la Semana Santa y primero de la Pascua, en el que se rememora la Resurrección de Jesucristo. La hermandad que conforma la nómina de este jornada de la Semana Santa portuense es:
- Hermandad de Nuestro Señor Jesucristo Resucitado y Nuestra Señora de la Alegría

Representa a Jesús de Nazaret resucitado. La imagen de Nuestra Señora de la Alegría no procesiona, aunque lo hizo

## Música
La música es un aspecto muy importante de la Semana Santa en El Puerto de Santa María, la mayoría de las hermandades llevan acompañamiento musical, para paso de cristo o de misterio son acompañados por banda de cornetas y tambores o agrupaciones musicales, y para paso de palio utilizan bandas de música. Algunas hermandades de silencio como es el caso del paso de misterio de los Afligidos llevan capilla musical, en el caso del paso del Santo Entierro utiliza Tambores destemplados y en la Hermandad del Dolor y Sacrificio van a paso de Horquilla. Las bandas se sitúan detrás de los pasos o delante de la Cruz de Guía e interpretan composiciones musicales llamadas marchas procesionales.
La ciudad del Puerto de Santa María además cuenta con varias formaciones musicales, las cuales cubren los distintos estilos musicales del mundo cofrade y que son las siguientes:
- Asociación Banda de Música "Maestro Dueñas". Tiene sus orígenes en el año 1853. Por discrepancias internas la banda se divide en dos a principio de los 90. En el año 1994 se unen las dos bandas formando la actual formación musical.
- Agrupación Musical Santísimo Cristo de la Humildad y Paciencia. Se refunda en mayo de 2012, 20 años después de su última salida en el año 1992, dándose de nuevo a conocer el 24 de noviembre de 2012
- Banda de Cornetas y Tambores Santísimo Cristo del Amor. Se constituye en el año 2010 como Banda de Cornetas y Tambores Cristo del Amor. En el año 2012 se fusionó con la BCT Santa Marta de la vecina localidad de Jerez de la Frontera quedando la banda tal y como la conocemos. Durante la fusión ensayan en la ciudad jerezana, aunque casi dos años después de dicha fusión deciden separarse y seguir cada formación por su camino, no teniendo constancia actualmente de actividad alguna por parte de la formación portuense.